# Російська окупація Херсонської області
Від початку російського вторгнення в Україну територія Херсонської області перебувала під ударами збройних сил Росії. У перший день вторгнення, 24 лютого 2022 року, російська армія перейшла адміністративний кордон Херсонської області з анексованим Кримом та розпочала окупацію регіону. На початку березня Збройні сили України втратили контроль над обласним центром — містом Херсон; російські війська окупували практично всю територію області.
На окупованих територіях України росіяни за допомогою місцевих колаборантів створюють окупаційні адміністрації, викрадають проукраїнських політиків, активістів, журналістів, вчиняють вбивства та катування цивільних мешканців. Попри тиск окупантів, протягом березня 2022 року місцеві жителі в найбільших містах Херсонщини виходили на мирні демонстрації проти окупації.
Наприкінці березня 2022 року Збройні сили України перейшли в контрнаступ в західній частині області, визволивши декілька населених пунктів. 11 листопада того ж року Збройні сили України деокупували правобережну частину Херсонської області з Херсоном.
Росія проводить політику зросійщення окупованих нею територій області — у школах викладають тільки російською мовою навіть у повністю українськомовних населених пунктах. Українські підручники опинилися під забороною, а охочі вчитися українською змушені робити це потай від окупаційної влади.

## Окупація окремих територій 2014 року
Уперше окремі території Херсонської області були окуповані збройними силами Росії під час захоплення Криму в лютому-березні 2014 року. Наприкінці лютого 2014 року росіяни зайшли на територію півостровів Чонгар та Ад на Перекопському перешийку, а 15 березня 2014 року окупували село Стрілкове у північній частині Арабатської стрілки, що адміністративно належить до Херсонської області. На зайнятих територіях росіяни облаштували блокпости і окопи; українські підрозділи так само укріплювали оборону задля стримування можливого наступу на північ, проте протистояння не відбулося і в грудні 2014 року російські підрозділи відійшли до Криму.

## Окупація області 2022 року
|                  |                  |
| Олександр Кобець | Володимир Сальдо |

24 лютого російські війська з Криму вдерлися до Генічеського і Скадовського районів. Протягом перших днів наступу росіяни зайняли кілька найбільших міст області: Генічеськ, Скадовськ, Олешки, Каховку, Нову Каховку, Голу Пристань, а також мости через Дніпро і Північнокримський канал та Каховську ГЕС.
Більшість міст і містечок росіяни оточували, блокуючи в'їзди до них блокпостами, проте не заходячи до самих міст. Значні бої точилися за Антонівський міст, який сполучає Лівобережну Україну з Херсоном. Українська армія змушена була відступити під натиском ворога.
1 березня росіяни почали артилерійські обстріли Херсона, навколо міста було облаштовано блокпости. Під час наступу росіяни знищували житлові будинки, торговельні центри, інші споруди, вбивали цивільних мешканців: за даними міської ради, лише у перший день наступу загинули щонайменше 40 осіб. Окупанти одразу ж знищили підрозділи територіальної оборони у Бузковому парку та на вулиці Кулика, захопили будівлі Херсонської ОДА та управління поліції.
Мерія Херсона, попри окупацію міста, продовжувала діяти до 25 квітня, коли росіяни зайшли до приміщення міської ради. Наступного дня росіяни оголосили про призначення власних керівників Херсона і області: головою окупаційної обласної адміністрації став Олександр Кобець, міської — мер Херсона у 2002—2012 роках Володимир Сальдо.
Головне управління розвідки повідомляло, що окупаційні сили прагнуть провести псевдореферендум про відокремлення Херсонщини від України. Проект «Схеми», натомість, оприлюднив проект створення псевдодержавного утворення «Південна Русь», у тому числі, ймовірно, й на території окупованої Херсонської області, курований партією «Єдина Росія».

### Бої за Херсон
В ході стрімкого просування російських військ, Збройні сили України зайняли оборону в районі Антонівського моста. Після прориву оборони українських військ російська армія рухалась в бік Чорнобаївки, оминаючи місто Херсон із Заходу. 1 березня російські війська зайшли в Херсон.

Герб російської окупаційної адміністрації Херсонської області

Прапор російської окупаційної адміністрації Херсонської області

### Бої під Чорнобаївкою
24 лютого росіяни завдали повітряного удару по аеропорту «Херсон» у Чорнобаївці, потім захопивши його. Аеропорт відігравав стратегічну роль для потенційного наступу російських військ на Миколаїв, тому через нього здійснюється доправлення з Криму палива та припасів для окупаційного контингенту. Збройні сили України неодноразово завдавали ударів по території летовища, знищуючи російську авіатехніку, склади пально-мастильних матеріалів та озброєнь, які росіяни щоразу поновлювали.

## Громадський спротив
Від початку окупації в Херсоні та інших містах регіону регулярно проходили мирні антиокупаційні мітинги. В Херсоні мешканці міста регулярно збиралися на центральній площі Свободи. Перші 3 тижні окупаційний контингент не перешкоджав проведенню таких акцій, проте 21 березня 2022 року росіяни заборонили проведення масових акцій. Попри це того ж дня херсонці знову вийшли на протест, який був розігнаний світлошумовими та сльозогінними гранатами. Мітинги продовжувалися до середини квітня, хоча вони й стали менш регулярними, що на думку мера Херсона Ігора Колихаєва, може свідчити про посилення в місті Росгвардії та ФСБ.
27 квітня 2022 року в Херсоні вчергове зібрався мітинг проти проведення псевдореферендуму за відокремлення від України, який розігнали російські військовики.
Акції протесту відбувалися і в інших містах області. 31 березня 2022 року в Голій пристані відбувся мітинг проти російської окупації з вимогами звільнити міського голову та інших людей, захоплених разом з ним. Мітинг у Каховці 3 квітня 2022 року було розігнано російськими військовиками.

## Опір окупації
Херсонщина стала одним з осередків партизанського руху проти російських окупантів. Херсонські партизани взаємодіють зі Збройними силами України, збираючи і передаючи розвіддані, зокрема, про шляхи переміщення і скупчень російських військ, склади боєприпасів та місцевих колаборантів; ще одним напрямком діяльності є поширення антиокупаційних листівок.
За даними «Независимой газеты», діяльність створеного Росією Комітету порятунку за мир і порядок зустрічає постійний опір населення, а ряд його членів були вбиті Головним управлінням розвідки (ГУР) або українськими партизанами.. Newsweek also reports that two local high-profile pro-Russian figures were shot dead in Kherson by the Ukrainian resistance.
5 березня херсонці вийшли на мітинг з українськими прапорами та скандували, що місто все ще українське і ніколи не буде російським, незважаючи на російську окупацію. Російські військові відкрили по протестувальниках попереджувальний вогонь. Водночас Національна поліція України оприлюднила відео, де херсонський поліцейський, тримаючи в руках український прапор, стрибає на російський БТР, який проїжджав повз акцію, а місцеві жителі підтримали його вчинок криками та оплески.
7 березня прокуратура Херсонської області за ознаками ч.2 ст.438 КК України (порушення законів та звичаїв війни, поєднане з умисним вбивством) порушила кримінальну справу за фактом загибелі кількох протестувальників у Новій Каховці. За версією слідства, під час мітингу 6 березня російські військові відкрили безладний вогонь по протестувальниках, «незважаючи на те, що люди були беззбройні і не становили загрози», в результаті чого щонайменше один загинув і семеро були поранені.

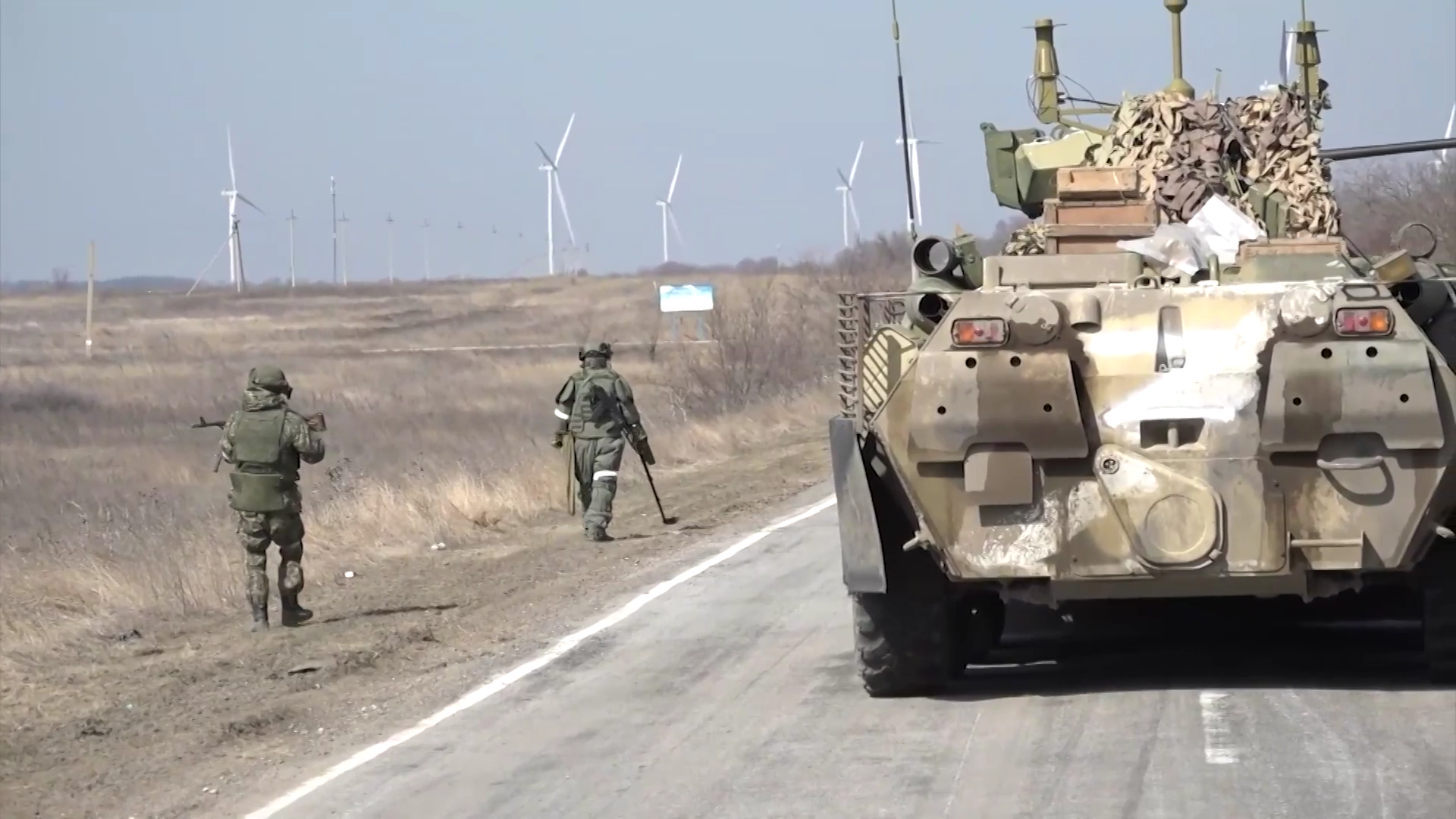
Російські інженерні війська Південного ВО проводять операції з розмінування Херсонської області, березень 2022 року

20 березня протестувальники в Херсоні зіткнулися з декількома російськими військовими автомобілями та сказали їм «розбиратися додому». Нові мітинги проти окупації відбулися 11 та 27 квітня, обидва вони були жорстоко розігнані російськими окупаційними військами та сепаратистськими бойовиками, під час яких загинули чотири людини. Міжнародний науковий центр імені Вудро Вільсона повідомляє, що медичні працівники Херсона відмовилися виходити на роботу, щоб бойкотувати російських окупаційних військ і не лікувати поранених.
Зі встановленням в області окупаційної адміністрації цілями партизанів, окрім російських військових, стали й колаборанти. 20 березня у місті був вбитий чиновник Павло Слободчиков, що перейшов на бік Росії, а 20 квітня проросійський блогер Валерій Кулешов. У червні було скоєно замах на начальника виправної колонії № 90 Євгена Соболєва, який перейшов на бік ворога, та під час обіду в кафе були вбиті троє росіян.
20 квітня одеські регіональні ЗМІ повідомили, що в Херсоні українські партизани вбили проросійського блогера Валерія Кулешова.
22 червня був підірваний автомобіль народного депутата-зрадника Олексія Ковальова, проте невідомо чи він постраждав. 24 червня внаслідок підриву автомобіля загинув голова окупаційного управління молоді і спорту Дмитро Савлученко.
6 серпня в власному будинку був застрелений заступник голови російської адміністрації в Новій Каховці Віталій Гура. У вересні 2022 року з'явилася інформація, що вбивство Гури було сфальсифіковане ФСБ.
29 серпня на Херсонщині був ліквідований народний депутат-колаборант Олексій Ковальов.

## Репресії проти активістів
Після захоплення міст окупанти розпочали переслідування проукраїнських активістів, журналістів, політиків, ветеранів АТО, волонтерів, священиків ПЦУ. Так, було викрадено міських головів Скадовська, Голої Пристані, Таврійська, Берислава, Володимира Миколаєнка, який був мером Херсона протягом 2014—2020 років, і Андрія Путілова — голову Херсонської ОДА у 2014—2015 роках.
28 червня росіяни викрали мера Херсона Ігора Колихаєва, який лишився у місті попри окупацію.
Головне управління розвідки Міноборони України заявляє, що в херсонському ізоляторі тимчасового утримання станом на кінець квітня 2022 року перебувало близько 300 активістів та ветеранів; також повідомлялося про фільтраційний табір у селищі Велика Лепетиха.
Голова Херсонського обласного відділення Комітету виборців України Дементій Білий заявив, що російські силовики «б'ють, катують і викрадають» мирних жителів Херсонської області України. Він додав, що очевидці описали «десятки» свавільних обшуків і затримань, у результаті яких було викрадено невідому кількість людей. Станом на 16 березня щонайменше 400 жителів зникли безвісти, а мера та заступника мера міста Скадовськ нібито викрали озброєні люди. У листі, який нібито просочився, описуються плани Росії розгорнути «великий терор» для придушення протестів, що відбуваються в Херсоні, заявляючи, що людей «треба буде забрати з домівок серед ночі».
Українці, які втекли з окупованого Херсона на контрольовану Україною територію, надали свідчення про тортури, знущання та викрадення з боку російських військових у регіоні. Одна особа з Білозерки Херсонської області надала речові докази того, що її катували росіяни, і описала побиття, ураження струмом, імітацію страт, удушення, погрози вбити членів сім'ї та інші форми тортур.
Розслідування BBC News зібрало докази катувань, які окрім побиття також включали ураження електричним струмом та опіки рук і ніг людей. Лікар, який лікував жертв тортур у регіоні, повідомив: «Найгіршими були сліди від опіків на статевих органах, вогнепальне поранення в голову дівчини, яка була зґвалтована, і опіки праскою на спині та животі пацієнта. Пацієнт розповів: «Мені до паху прикріпили два дроти від автомобільного акумулятора і сказали стати на мокру ганчірку». Окрім BBC, Human Rights Watch та Моніторингова місія ООН з прав людини в Україні повідомили про зникнення та тортури людей у регіоні, які здійснювались російськими окупаційними військами. Один із мешканців заявив: «У Херсоні зараз постійно пропадають безвісти (…) йде війна, тільки ця частина без бомб».
Обраний український міський голова Херсона склав список із понад 300 людей, викрадених російськими військами станом на 15 травня 2022 року. Як пише The Times, у будівлі російської окупаційної влади часто чути крики закатованих.
За даними The Washington Post, станом на 15 квітня на херсонському кладовищі було вирито 824 могили.
22 липня 2022 року Human Rights Watch повідомила, що на окупованих територіях Херсонської та Запорізької областей російські військові катували та незаконно затримували мирних жителів, які після цього безслідно зникали. Метою зловживань було, імовірно, отримання інформації та вселяння страху, щоб люди змирилися з окупацією, оскільки Росія прагне встановити суверенітет над окупованою територією всупереч міжнародному праву.

## Злочини проти довкілля
6 червня 2023 року російські окупаційні сили знищили греблю Каховської ГЕС, чим спричинили катастрофічні затоплення нижче за течією Дніпра та екологічну катастрофу.

## Деокупація
23 квітня 2022 року Міністерство оборони України заявило про удар по командному пункту 49-ї загальновійськової армії РФ під Херсоном, заявивши, що внаслідок цього загинуло двоє генералів і один важко поранений. Імена генералів не розголошуються.

25 листопада 2022 року: представники Херсонської військово-цивільної адміністрації в Генічеську, новій підконтрольній Росії тимчасовій столиці Херсонської області

24 квітня 2022 року українське оперативне командування «Південь» повідомило, що українська армія звільнила вісім населених пунктів Херсонської області.
27 квітня 2022 року українські ВПС завдали ракетного удару по Херсонській телевежі, через що російське телебачення тимчасово вийшло з етеру.
10 липня віце-прем'єр-міністр України Ірина Верещук закликала мирне населення Херсонщини евакуюватися перед майбутнім українським контрударом.
27 липня 2022 року покриття частини Антонівського автодорожнього мосту стало непридатним для проїзду важкої техніки внаслідок обстрілів M142 HIMARS.
4 вересня 2022 року президент Зеленський оголосив про звільнення двох сіл у Херсонській області. Українська влада оприлюднила фото, на якому видно підняття українського прапора на Високопіллі українськими силами.
6 вересня 2022 року Україна підтвердила інформацію про те, що села Любимівка та Нововоскресенське, що на південний схід від Високопілля, були відвойовані ЗСУ.
На початку жовтня 2022 року російські оборонні рубежі в північних частинах області були зруйновані, і Україна успішно відвоювала близько 1200 км2 території.
У листопаді 2022 року українські війська повернули місто Херсон. Після втрати Херсона в листопаді 2022 року російські окупаційні війська перенесли свій тимчасовий адміністративний центр до Генічеська, зберігши претензії на Херсон як офіційну столицю.

## Територіальний поділ
Після створення окупаційної адміністрації було створено її сайт, де розподіл області на райони співпадав з українським. 8 липня 2022 року було прийнято новий територіальний устрій області який загалом відповідає тому поділу, що діяв до реформи 2020 року, крім відсутності поділу на міські, селищні і сілські ради в районах, а міста Каховка і Гола Пристань не виділяються з муніципальних округів, що їх оточують.
Міські округи (міста обласного значення):
- Херсонський
- Новокаховський

Муніципальні округи (райони):
- Білозерський
- Бериславський
- Великоолександрівський
- Великолепетиський
- Верхньорогачіцький
- Високопільський
- Генічеський
- Голопристанський
- Горностаївський
- Іванівський
- Каланчацький
- Каховський
- Нижньосірогозький
- Нововоронцовський
- Новотроїцький
- Олешківський
- Скадовський
- Чаплинський

Крім того, два муніципальні округи було створено в окупованій частині Миколаївської області та анексовано як частина Херсонської:
- Олександрівський (відповідає Горохівській сільській громаді Баштанського району)
- Снігурівський (відповідає Снігурівській міській громаді Баштанського району)

Курсивом виділено не контрольовані окупаційною адміністрацією створені їй територіальні одиниці на правому березі річки Дніпро. Незважаючи на окупацію Кінбурнського півострова, західна частина якого в рамках адміністративного устрою України належить до Миколаївської області, до складу області з погляду окупаційної адміністрації він не входить.